# Errill
Errill (irl. Eiréil) – wieś w hrabstwie Laois w Irlandii położona przy drodze R433 między Templemore i Rathdowney. Liczba ludności: 196 (2011).